# Altemicidin
Altemicidin es un alcaloide contra el cáncer aislado de actinomycetos marinos.